# Theodore Annemann
Theodore Annemann (1907 - 1971) este un  magician profesionist american, specializat în mentalism. Annemann este faimos pentru inventarea și rafinarea multor dintre rutinele standard de citire a minții care continuă să fie folosite de magicieni de astăzi.

## Cărți

### Manuscrise
- Card Miracles (1929)
- Mental mysteries (1929)
- The Book With a Name (1931)
- The Book Without a Name (1931)
- The Trick of the Month Club Presents: A Dead Name Duplication (1931)
- 202 Methods of Forcing (1933)
- Annemann Manuscripts (1933)
- Sh-h-h--!: It's a Secret (1934)
- The Incorporated Strange Secrets (1939)
- En Rapport

### Apărute postum
- Ted Annemann's Full Deck of Impromptu Card Tricks (1943)
- Ted Annemann's Practical Mental Effects (1944)
- Annemann's Miracles of Card Magic (1948)
- Annemann's Buried Treasures (1952)
- Miracles of Card Magic (1964)
- Annemann's Card Magic (1977) ISBN 0-486-23522-X
- Practical Mental Magic (1983) ISBN 0-486-24426-1

### Biografie
- Annemann, Life and Times of a Legend by Max Abrams, L & L Publishing (1992)